# Stegolophodon
Stegolophodon — вимерлий рід стегодонтидових хоботних, з двома бивнями та хоботом. Він жив в епохи міоцену та пліоцену і, можливо, еволюціонував у Stegodon. Скам'янілості в основному були знайдені в Азії, але деякі також були виявлені в Африці.